# Allenwood (Irland)
Allenwood (irisch Fiodh Alúine, ältere Schreibung Fiodh Almhaine, deutsch: „Holz“ oder „Wald der Almhain“) ist ein Dorf im irischen County Kildare. Laut der Volkszählung von 2022 hat Allenwood 1685 Einwohner und damit die Einwohnerzahl seit 1991 mehr als verfünffacht.

## Lage
Allenwood liegt etwa 55 Kilometer westlich von Dublin und etwa 15 Kilometer nördlich von Kildare an der R403, von der hier die R415 abgeht. Im Süden befindet sich der Grand Canal und das Flugfeld des Allenwood Airstrips, das aber zum Gebiet von Robertstown gehört. 
Nördlich und östlich der Siedlung befindet sich das Moorgebiet Timahoe Bog.

## Sehenswürdigkeiten
- (katholische) Kirche der Unbefleckten Empfängnis, 1954 neu errichtet

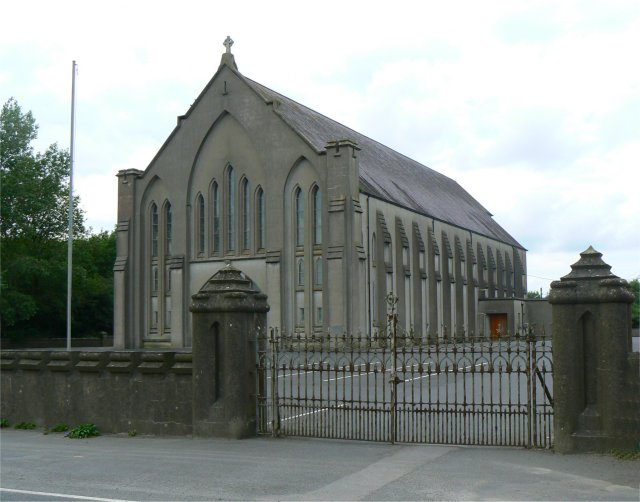
Kirche der unbefleckten Empfängnis